# 南溪山摩崖石刻
南溪山摩崖石刻，位于中国广西壮族自治区桂林市象山区平山街道将军桥社区南溪山公园溪山。1994年7月8日公布为第四批广西壮族自治区文物保护单位。2001年6月25日作为“桂林石刻”之一公布为第五批全国重点文物保护单位。